# Mbéllacadiao
Mbéllacadiao ist eine Gemeinde (commune) im Département Fatick der Region Fatick, gelegen im zentralen Westen Senegals. Sie besteht aus dem namensgebenden Hauptort (chef-lieu) sowie weiteren Dörfern (villages) und Weilern (hameaux).

## Geographische Lage
Die Gemeinde Mbéllacadiao liegt im Erdnussbecken Senegals. Der Hauptort Mbéllacadiao liegt 11 Kilometer östlich der Départementspräfektur Fatick und 130 Kilometer südöstlich der Hauptstadt Dakar. Das Gemeindegebiet hat eine Fläche von 290,00 km². Benachbarte Kommunen sind im Uhrzeigersinn Thiaré Ndialgui im Norden, Diaoulé im Nordosten, Ndiébel und Thiomby im Osten, Mbam und Djirnda im Süden und jenseits des Sine im Westen Djilasse, Loul Sessène, Diouroup, Fatick sowie Niakhar.
Die Südhälfte des Gemeindegebiets am Unterlauf des Sine ist weithin unbewohnt und hat als Zone des Tannes am Rande der Gezeitenzone des Saloum-Deltas überwiegend den Charakter von mangrovenfeindlichen Salzsümpfen, die stellenweise als Salzgärten genutzt werden können. Auch die Versalzung von Trinkwasserbrunnen ist in der Gemeinde ein Thema.

## Geschichte
Das Dorf Mbéllacadiao war seit 1972 Hauptort einer Landgemeinde (communauté rurale) und die erhielt 2014, wie in Senegal alle communautés rurales, den landesweit einheitlichen Status einer Gemeinde (commune).

## Bevölkerung
Die letzten Volkszählungen ergaben jeweils folgende Einwohnerzahlen:
| Jahr | Einwohner |
| ---- | --------- |
| 1988 | 9.105     |
| 2002 | 11.071    |
| 2013 | 16.178    |
| 2023 | 18.119    |

Nach dem Zensus 1988 umfasste die Landgemeinde Mbéllacadiao 17 Dörfer. Der Hauptort Mbéllacadiao hatte damals 932 Einwohner und lag damit nach Einwohnerzahl in der Landgemeinde an erster Stelle vor dem Dorf Ouyal Sandé Sérère (441 Einwohner).

## Verkehr
Mbéllacadiao liegt zwar als Gemeinde nicht abseits des Netzes der Nationalstraßen, wohl aber der Hauptort. Eine neu angelegte neun Kilometer lange Schotterpiste verbindet den Hauptort mit der N 10 bei Fatick im Westen. Eine weitere acht Kilometer lange Staubpiste führt nach Süden zur N 1 zwischen Fatick und Kaolack. Die N1 führt durch Dörfer im Süden der Gemeinde und die N10 durch Dörfer im Nordwesten. Nördlich der N1 quert die im Bau befindliche Autoroute 1 das Gemeindegebiet, jedoch ohne Anschlussstelle.